# Mont Redoubt

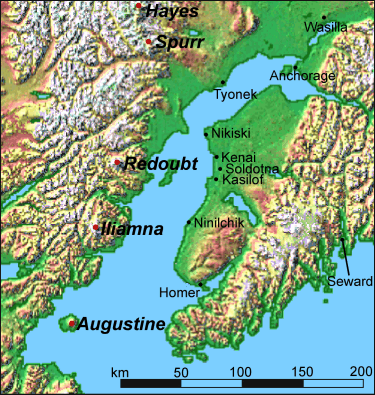
Mapa dels volcans d'Alaska

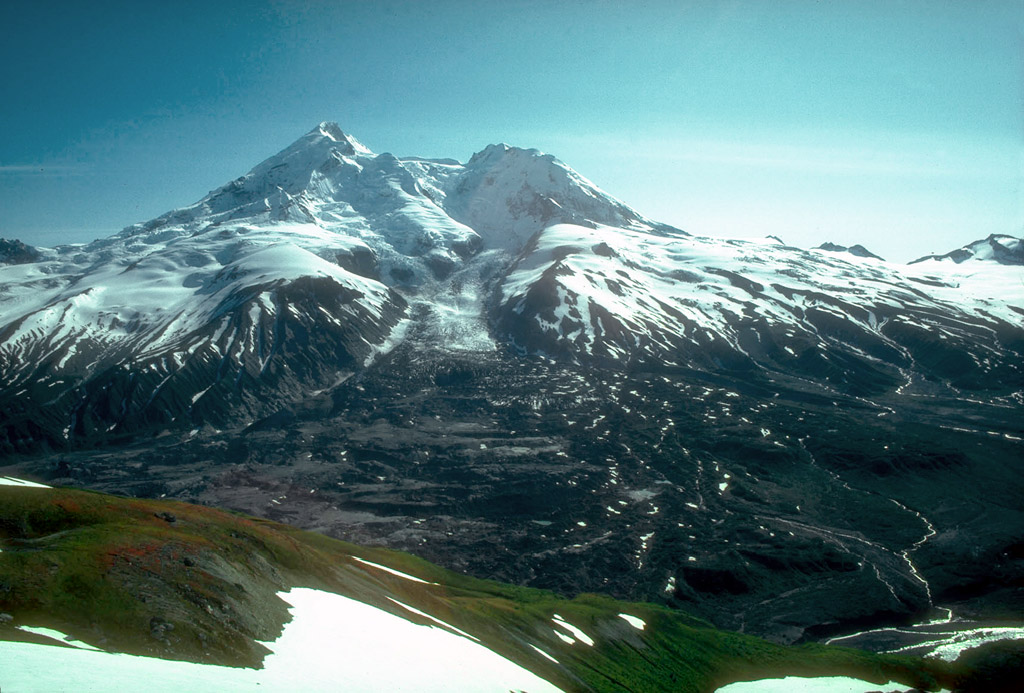
Cara nord l'any 1980

El Mont Redoubt o Volcà Redoubt és un estratovolcà actiu i el cim més alt de la Serralada Aleutiana, a la Península d'Alaska, Alaska, Estats Units. Se situa a les muntanyes Chigmit, una serralada secundària de la serralada Aleutiana, a l'oest de la badia de Cook, a 180 km al sud-oest d'Anchorage i dins el Parc i Reserva Nacional del Llac Clark. El seu cim s'eleva fins als 3.108 msnm, amb una prominència de 2.790 metres, cosa que el fa ben visible sobre les terres veïnes.

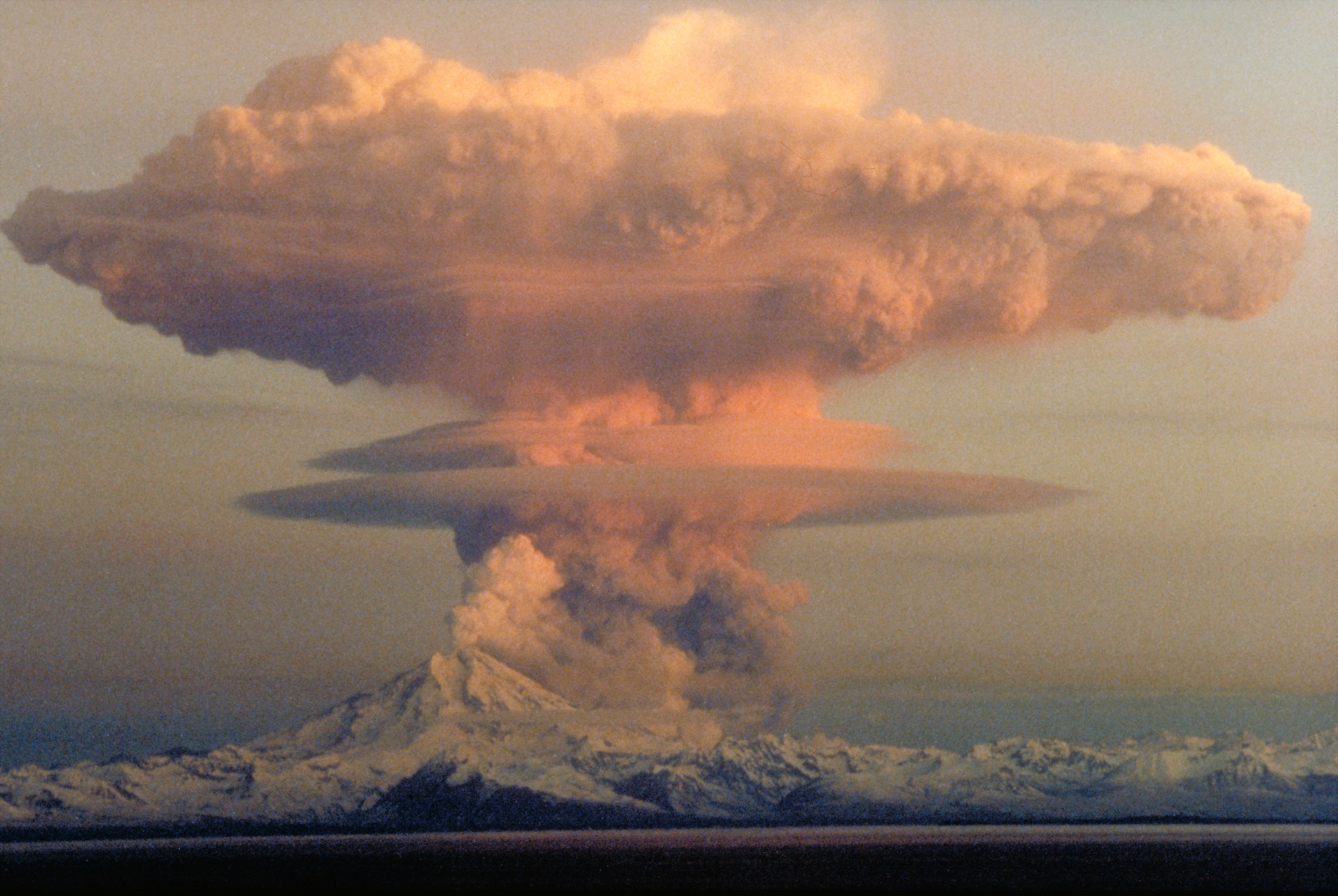
21 d'abril del 1990; núvol causat per l'erupció del Volcà Redoubt, vista des de la Península de Kenai, a l'oest.

Actiu des de fa mil·lennis, el mont Redoubt ha tingut erupcions confirmades el 1902, 1966, 1989 i 2009, així com dues erupcions qüestionables el 1881 i 1933. L'erupció de 1989 va llançar cendres volcàniques a una alçada de 14.000 m, afectant el vol 867 de la KLM, un Boeing 747, en el seu descens cap a l'aeroport d'Anchorage. Les cendres van cobrir una superfície de prop de 20.000 km². L'erupció de 1989 és important pel fet de ser la primera erupció volcànica que es va predir mitjançant el mètode desenvolupat pel vulcanòleg Bernard Chouet.

## Etimologia
El nom oficial de la muntanya és Redoubt Volcano, traducció russa del nom "Sopka Redutskaya", en referència al terme "reducte", "un lloc fortificat". El nom local "Ujakushatsch" també significa "lloc fortificat", però és difícil determinar quin nom deriva de l'altre. El United States Board on Geographic Names va posar-li el nom "Redoubt Volcano" el 1891.
El Global Volcanism Program de la Smithsonian Institution es refereix a la muntanya simplement com a "Redoubt" i enumera els següents com a noms alternatius. urnt Mountain, Goreloi, Mirando, Ujakushatsch, Viesokaia i Yjakushatsch. L'Alaska Volcano Observatory també empra sols "Redoubt" i enumera els mateixos noms alternatius, a més d'afegir: Goryalaya; Reducte Mtn. i Redutskaya, Sopka.